# Jorge Frías Navarro

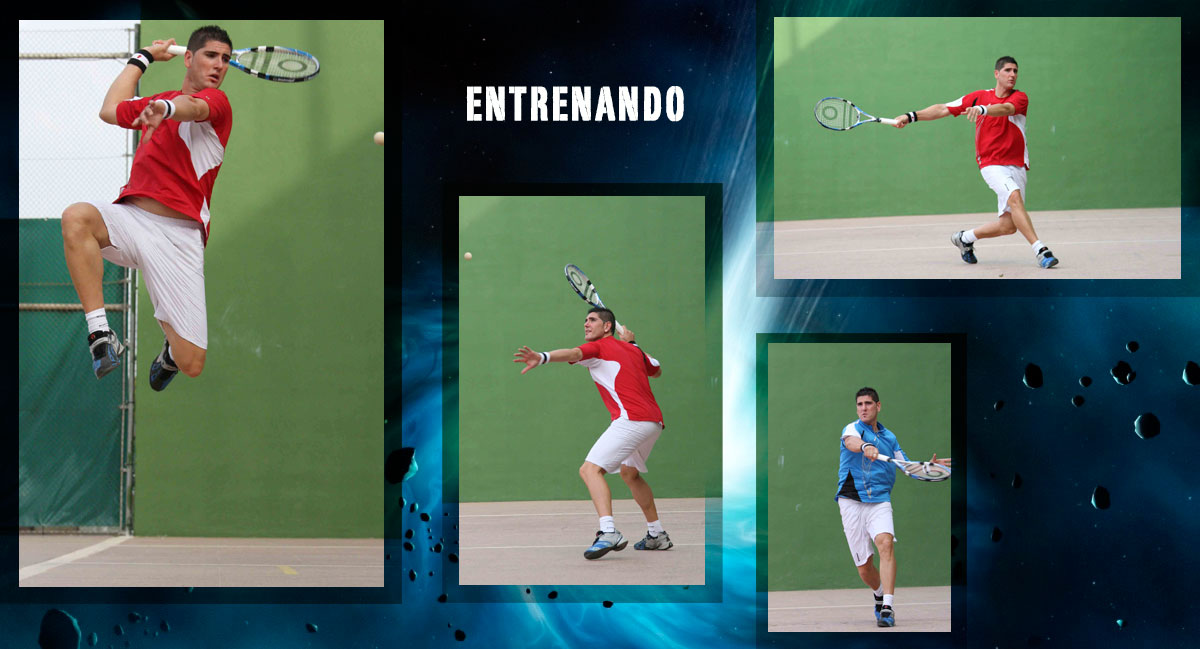
Frontenis olímpico.

Jorge Frías Navarro (Valencia, el 14 de julio de 1978), conocido también como Frías y en 2013, tras un concurso entre sus fanáticos, ha adoptado el apodo de hispano para competir en el circuito mexicano de frontenis Mx Frontour, es un deportista español practicante de frontenis y paleta goma argentina, disciplinas de la pelota vasca.
Jorge es un jugador diestro y juega como delantero en las especialidades de frontenis preolímpico y paleta goma y juega como zaguero en la especialidad de frontenis olímpico.

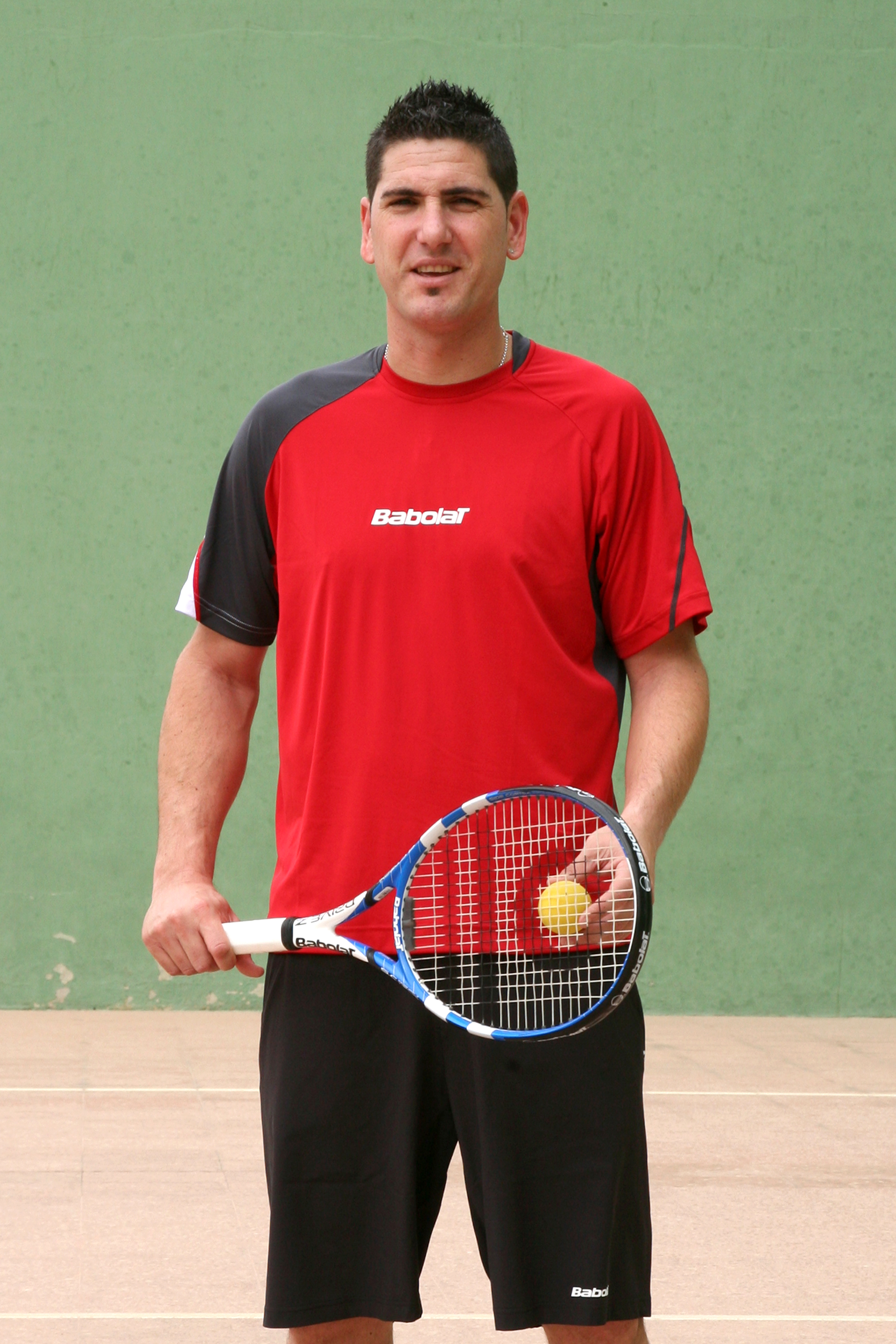
Jorge Frías Navarro.

## Biografía

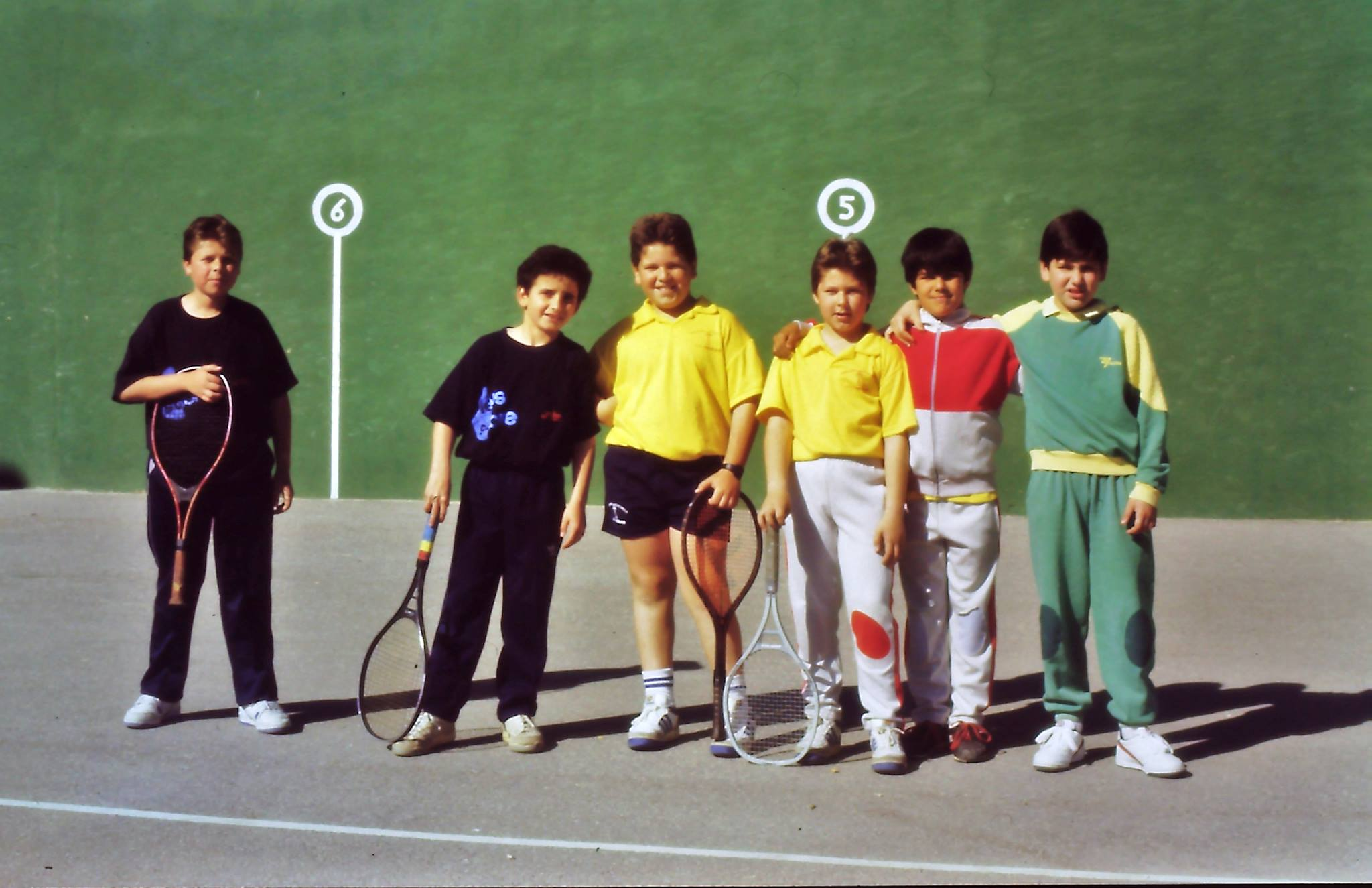
Valencia Frontenis Club.

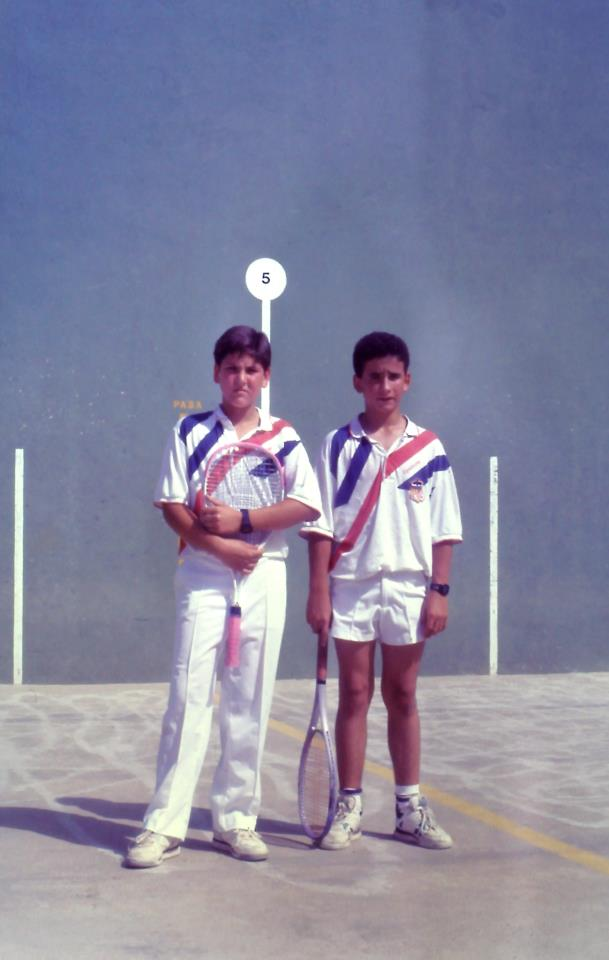
Inicios deportivos.

Nació el 14 de julio de 1978 en Valencia. Hijo de Conrado Frías Prosper y Mª del Carmen Navarro Riera. Sus padres eran socios del Valencia frontenis club. Jorge pasó toda su infancia en los frontones del Valencia frontenis club y su contacto con el frontenis preolímpico fue desde la niñez. (A los 11 años empieza a jugar a frontenis olímpico y a paleta a los 15 años de edad).
Le hicieron socio a temprana edad y es en este club, donde se crio y jugó en los distintos equipos hasta el año 1996, aunque alguna temporada alternaba jugando a frontenis preolímpico en el equipo José Luis Meras. 
En la temporada 1996-1997 ficha por el club frontenis Rocafort en donde disputa las competiciones de frontenis preolímpico y en esa misma temporada en frontenis olímpico juega con el club valenciano de natación. 
Desde la temporada 1997-1998 hasta la temporada 2009-2010 compite en frontenis olímpico y preolímpico con el club valenciano de natación donde ha conseguido más títulos y donde se dio a conocer a nivel de España y mundial. 
En 2005 crea junto con Raquel Micó la empresa Fronteam, cuyo objetivo era promocionar y difundir el frontenis realizando eventos, exhibiciones y otros eventos. 
Desde la temporada 2010-2011 hasta la 2012-2013 ficha por el club frontenis Catarroja. 
El 22 de septiembre del 2012 contrajo matrimonio con la también jugadora de frontenis Raquel Micó Sánchez.
En 2013 tras proclamarse campeón de España de clubes de frontenis olímpico, subcampeón de España de clubes de frontenis preolímpico, subcampeón de España de clubes de paleta goma individual y campeón de España de clubes de paleta goma parejas, cambia su residencia a México para trabajar como gerente deportivo en el circuito de frontenis Mx Frontour junto con su esposa Raquel Micó y competir en dicho circuito.
A pesar de irse a vivir a México, Jorge competirá en la temporada 2013-2014 en los campeonatos de España con el club valenciano Torre-Portacoeli.

## Distinciones deportivas

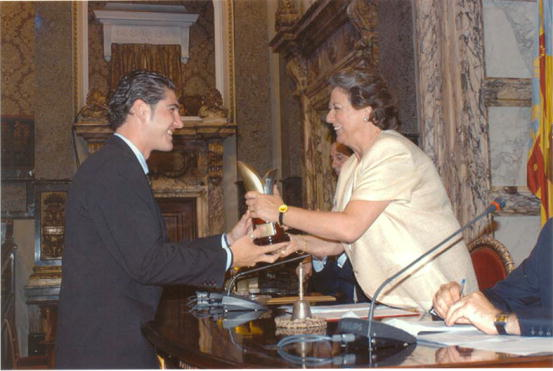
Premio Ayto. Valencia.

- Ha recibido el premio al deportista masculino destacado del 2002 otorgado por el ayuntamiento de Valencia en los premios al mérito deportivo 2003
- ”La real orden al mérito deportivo, medalla de bronce” otorgado por el CSD en 2010
- La distinción de la federación española de pelota al “mejor jugador aficionado masculino 2009/2010” otorgado en 2011.

## Formación académica y deportiva
- Licenciado en ciencias de la actividad física y el deporte por la universidad de Valencia( promoción 1996-2001).
- Técnico del centro especializado en tecnificación deportiva de pelota de la Comunidad Valenciana.
- Coordinador de las escuelas de frontenis de la Comunidad Valenciana.
- Técnico de los cursos de formación para técnicos de frontenis nivel I y II en la Comunidad Valenciana.
- Forma parte del comité técnico nacional e internacional de pelota.
- Coautor del libro “iniciación deportiva en el frontenis, de José Manuel Brotóns Piqueres, Guillermo Rojas Aguilera y Jorge Frías Navarro”. Valencia, 2002, Colección "aula deportiva técnica" Ayuntamiento de Valencia.

## Valoración deportiva
Considerado el mejor pelotari aficionado de la historia de la pelota vasca en España, en las especialidades de frontenis olímpico y preolímpico y en paleta goma argentina y está en el top-ten a nivel internacional en estas tres especialidades.
Es el jugador español de pelota vasca más laureado en España y Europa en las especialidades de frontón de 30 metros. Aparte de sus logros individuales, ha logrado grandes éxitos con la selección absoluta de pelota vasca de España.

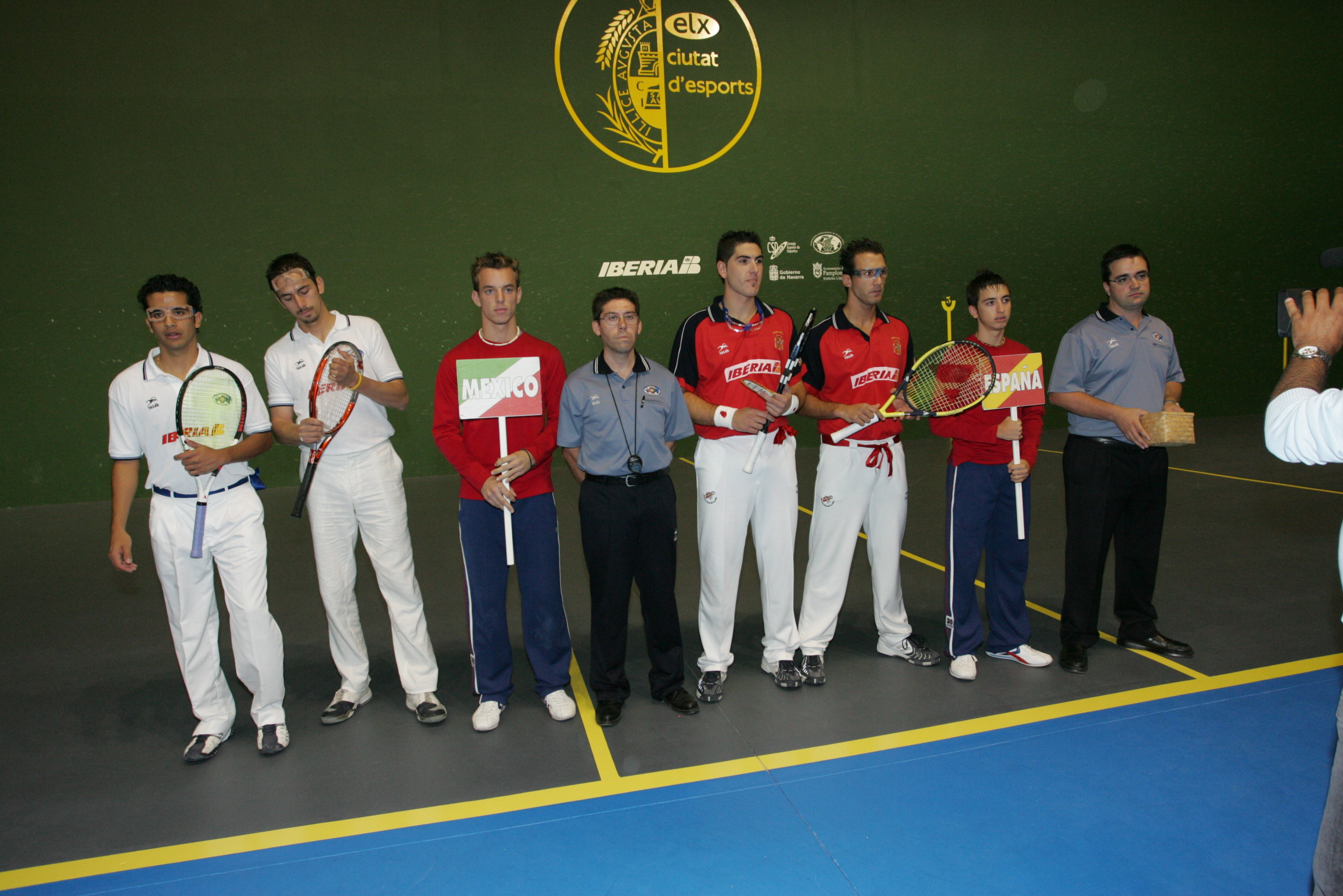
Copa del Mundo Elche.

Su primer campeonato de selecciones nacionales lo obtuvo en la III copa del mundo de frontón de 30 metros de Elche de 2005.En esta copa del mundo de Elche (España) que se disputó en octubre del 2005 Jorge juega la Final de frontenis como zaguero con Iván Martínez (Valencia) contra México con Rafael Pacheco (la bachicha) y Alberto Rodríguez (el andamio). La pareja española gana por un estrecho 30-27 en un intenso y emocionante partido.
Posteriormente obtuvo el campeonato de paleta goma en la IV copa del mundo frontón 30 metros disputada en Tenerife en septiembre del 2009.En dicho torneo Jorge juega la final de paleta goma como delantero con Joan Domingo (Valencia) contra Argentina, con Fernando Ergueta y Javier Nicosia, ganando 25-24. 
En octubre de 2013 se ha proclamado campeón del mundo en frontenis olímpico en la I copa del mundo frontón 2020 disputada en la localidad francesa de Le Haillan. En dicha copa del mundo juega la final de frontenis como zaguero con Pablo Peñate (Tenerife) contra México, con Carlos Alberto Torres (Chiquis) y Mauricio Navarro, ganando 15-7 y 15-12.

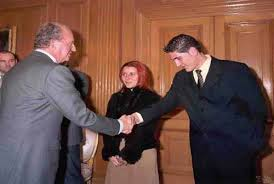
Recepción del rey de España

En 2003 fue invitado a una recepción en el palacio de la Zarzuela por el rey Juan Carlos I por los resultados obtenidos en el mundial de pelota vasca celebrado en Pamplona en 2002. 
En 2010 recibió “La real orden al mérito deportivo, medalla de bronce” otorgado por el CSD.

## Trayectoria deportiva

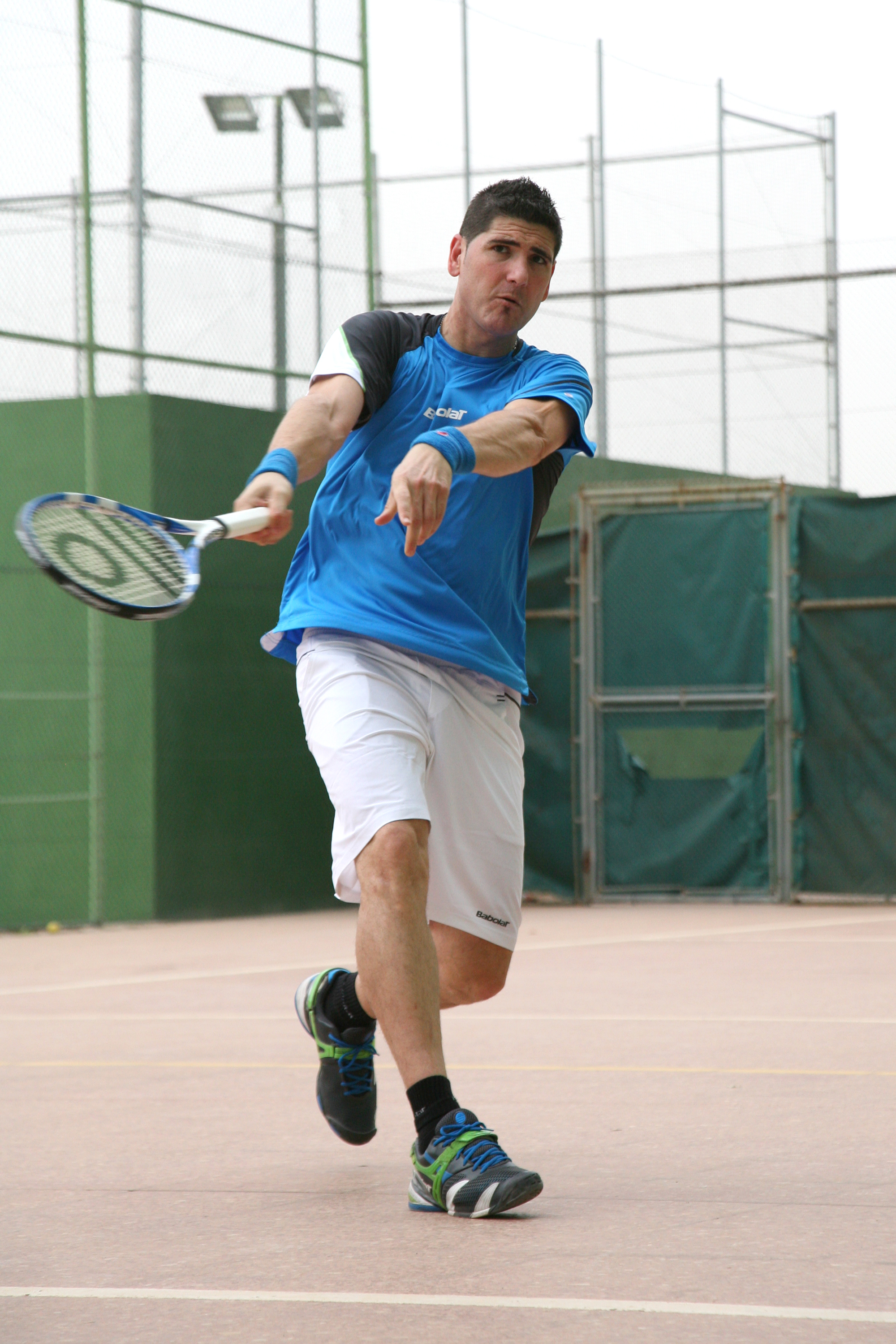
Jorge Frías

2014
- Ha resultado campeón de España de clubes en la especialidad de frontenis olímpico, así como ha resultado campeón de España de clubes en paleta goma individual.

- Ha resultado campeón de Europa de clubes en fronton 30 metros en las especialidades de frontenis olímpico y en paleta goma individual(Biarritz, Francia).

2013
- Ha resultado campeón de la copa del mundo frontón 2020 (Le Haillan, Francia) frontenis olímpico, subcampeón de la copa del mundo frontón 2020 (Le Haillan, Francia) paleta goma individual y campeón por equipos.

- Tras proclamarse campeón de España de clubes de frontenis olímpico, Jorge cambia su residencia a México DF para trabajar y competir en el recién creado circuito de frontenis MX Frontour. En dicho circuito y hasta la fecha ha obtenido los siguientes resultados: finalista evento gold MX Frontour frontenis olímpica individual. (Zamora, Mex), finalista evento gold MX Frontour (Querétaro, Mex), campeón/final evento másters MX Frontour (Huamantla, Mex), finalista evento másters MX Frontour (Lagos de Moreno, Mex), semifinalista evento másters MX Frontour (Monterrey, Mex), semifinalista evento másters MX Frontour (León, Mex), semifinalista evento másters MX Frontour (Torreón, Mex), semifinalista evento gold MX Frontour (Guadalajara, Mex).[12]

- En los campeonatos de España resultó campeón del campeonato de España de clubes de frontenis olímpico, subcampeón en frontenis preolímpico, campeón en paleta goma parejas y subcampeón en paleta goma individual.

- En los campeonatos de Europa de clubes frontón 30 metros, resultó campeón de paleta goma individual y campeón en frontenis olímpico.

2012

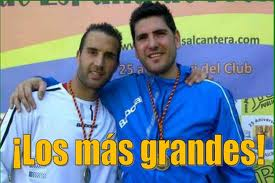
campeones de España

- Participa por primera vez en el campeonato de España de clubes de trinquete en la especialidad de paleta goma. Realiza un buen campeonato obteniendo el tercer lugar y es seleccionado por la federación española para competir en la V copa del mundo de trinquete de Pamplona 2012 en la especialidad de paleta goma, en donde obtiene la medalla de bronce.
- En los campeonatos de España resultó campeón del campeonato de España de clubes de frontenis olímpico, campeón en frontenis preolímpico, campeón en paleta goma.
- En los campeonatos de Europa resultó campeón de la copa de Europa de clubes de frontenis olímpico.[13]

2011

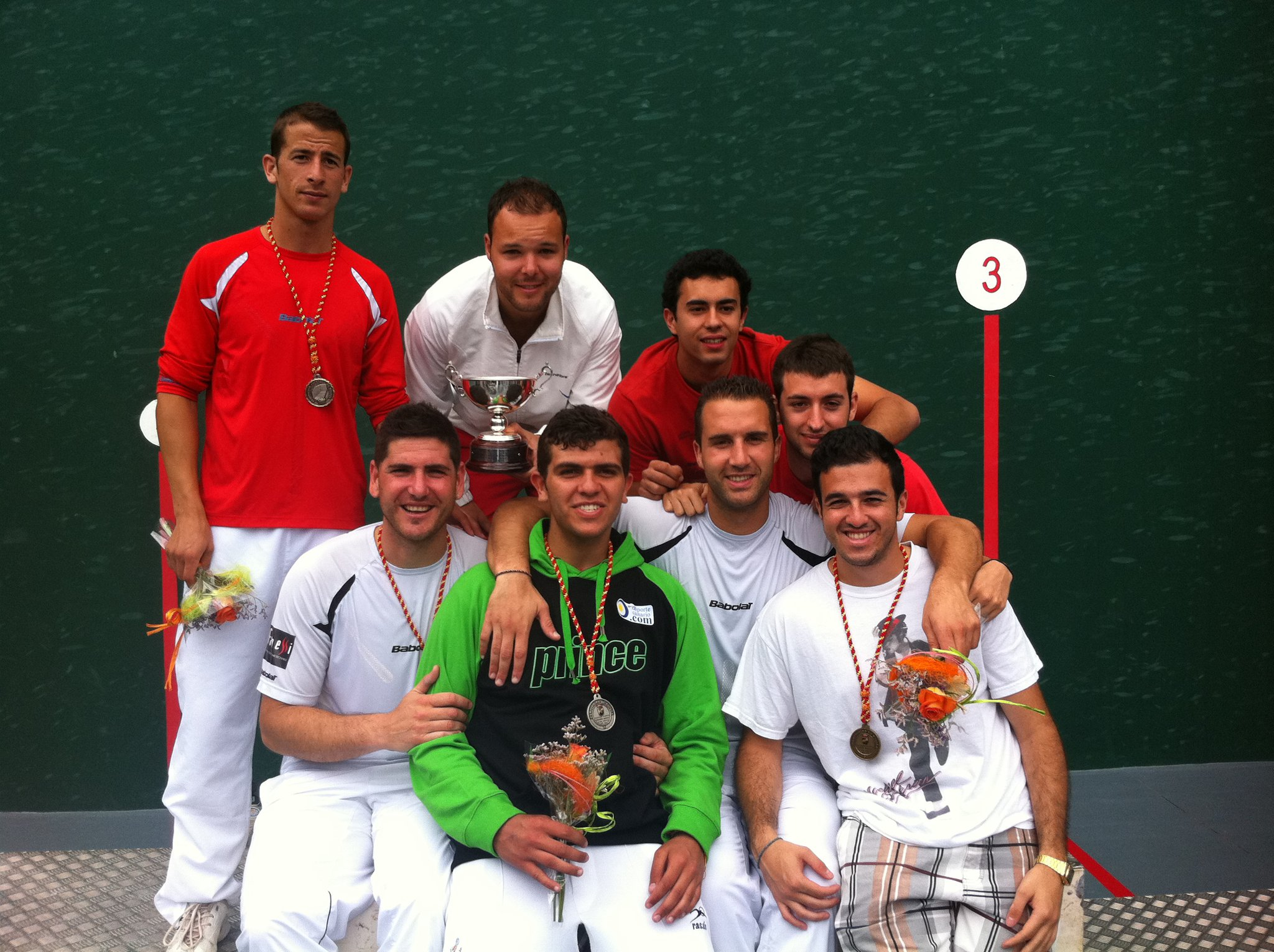
Equipo Catarroja

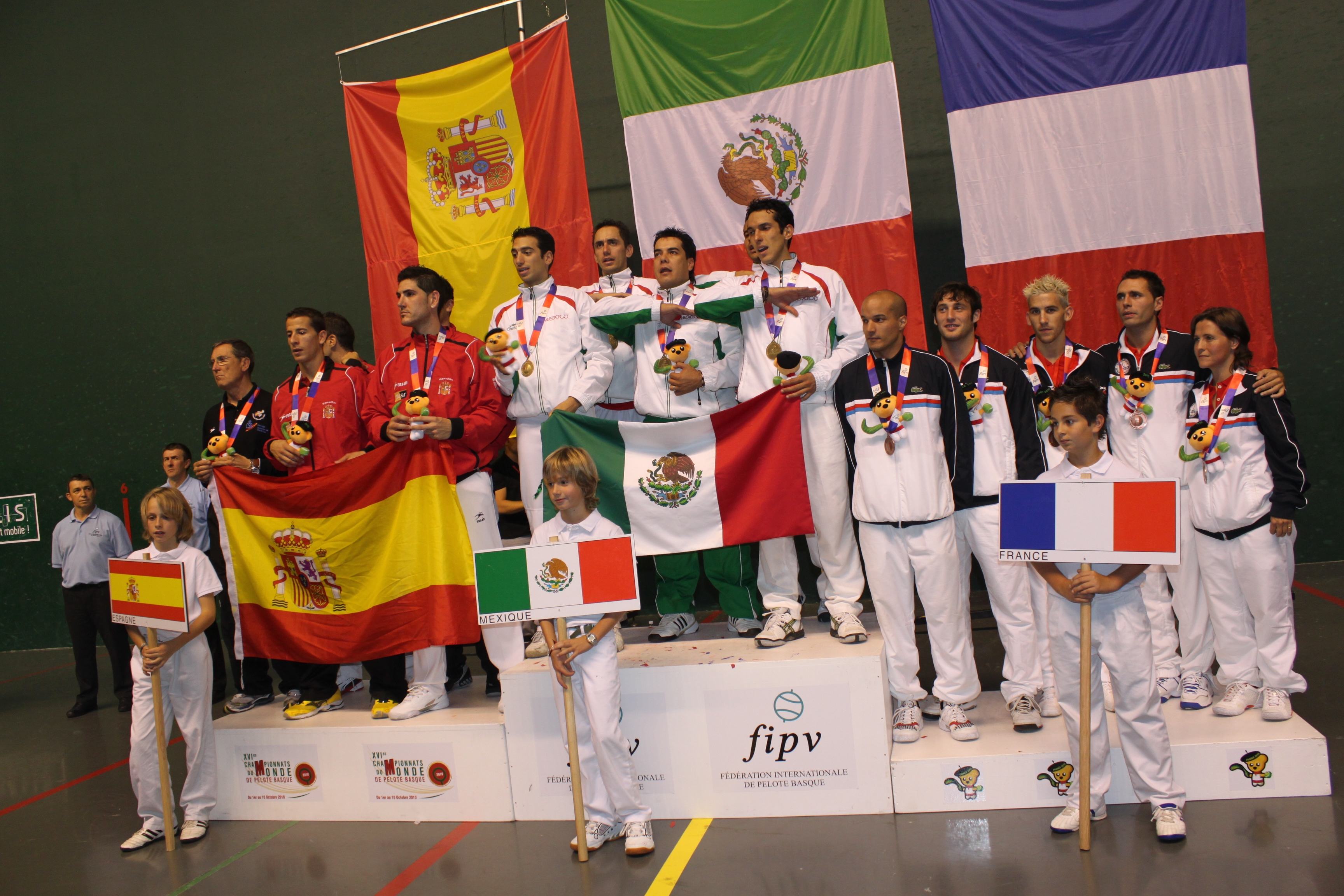
mundial pau

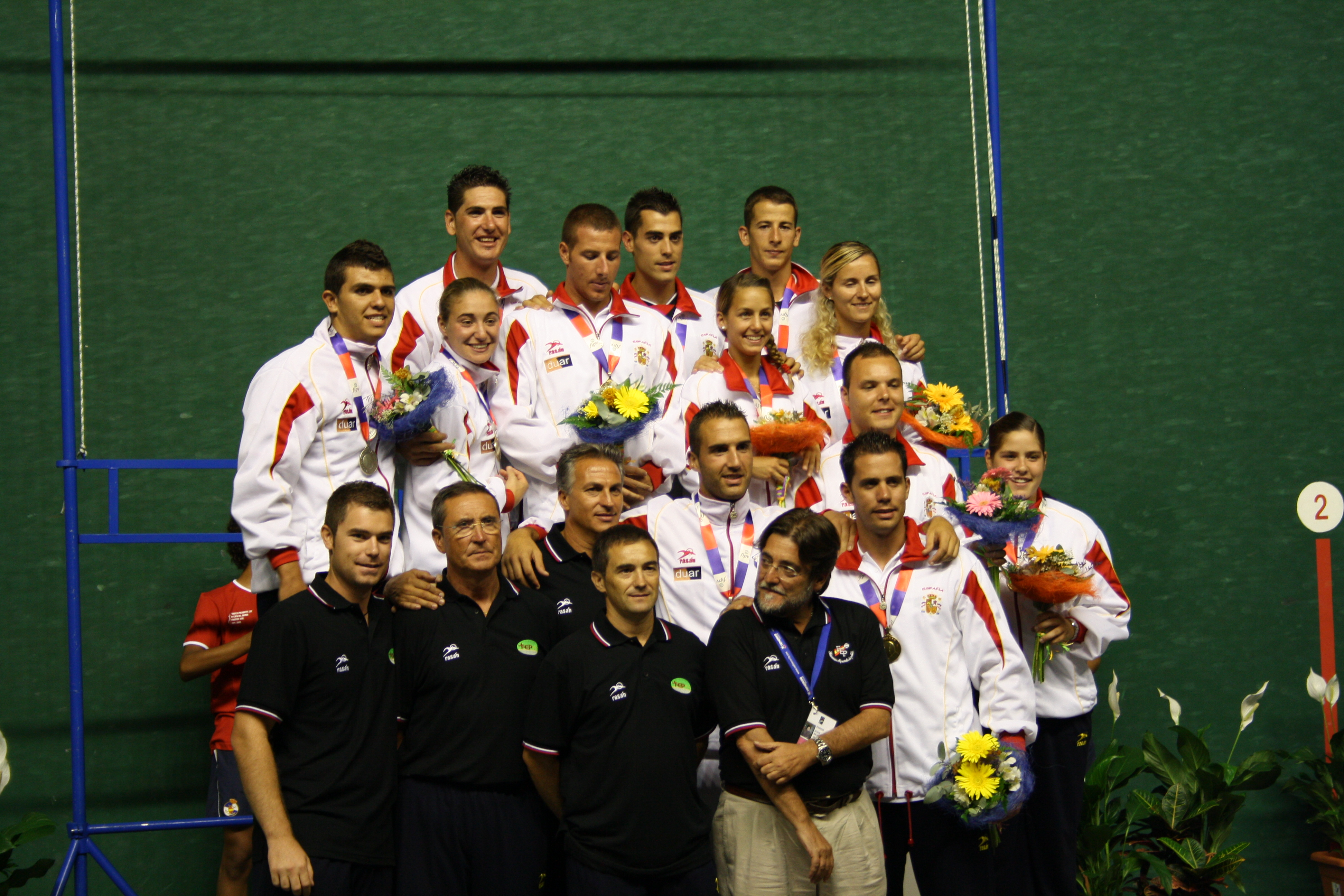
copa del mundo tenerife

- Se proclama campeón de torneo de maestros (Palencia) de frontenis olímpico y campeón de torneo de maestros (Elche, Alicante)de frontenis preolímpico.
- Se proclama campeón de copa de Europa (Palencia, España) frontenis olímpica y campeón de copa de Europa (Palencia, España) paleta goma individual.
- Se proclama campeón de España paleta goma y campeón de España de frontenis olímpico.[5]

2010
- Se proclama campeón de torneo de maestros frontenis olímpico.
- Mundial de Pau de 2010.Se proclama subcampeón de frontenis olímpico y subcampeón de paleta goma y campeón por equipos.
- Campeón de copa de Europa (Biarritz, Francia) frontenis olímpico.
- Campeón de copa de Europa (Biarritz, Francia) paleta goma.
- campeón de España paleta goma y campeón de España frontenis olímpico.

2009
- Se proclama campeón de torneo de maestros frontenis olímpico.
- Campeón de torneo de maestros frontenis preolímpico.
- Campeón de copa de Europa (Canals, Valencia) Paleta Goma.
- Campeón de copa de Europa (Canals, Valencia) frontenis olímpico.
- IV copa del mundo Tenerife 2009.Resultando campeón de paleta goma y campeón por equipos.
- Campeón de España paleta goma, campeón de España frontenis olímpico y campeón de España frontenis preolímpico.[15]

2008

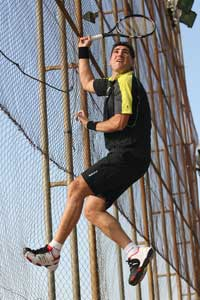
Jorge escalando

- Campeón de Europa frontenis olímpico.
- Campeón de España frontenis olímpico y preolímpico.

2007
- Campeón torneo maestros nacional(Valdepeñas) frontenis olímpico.
- Campeón de Europa frontenis olímpico.
- Campeón de España frontenis olímpico y preolímpico.

2006 
- Mundial de México de 2006.Fue subcampeón de frontenis olímpico y subcampeón paleta goma.
- Campeón de Europa frontenis olímpico y paleta goma.
- Campeón de España frontenis olímpico, preolímpico y paleta goma.
- Campeón juegos mundiales Sevilla 2006 en frontenis preolímpico.

2005 
- Campeón de la copa del mundo en Elche (Alicante) en frontenis olímpico.
- 3º Clasif. de la copa del mundo en Elche (Alicante) en paleta goma.
- Campeón de Europa absoluto frontenis olímpico.
- Campeón de Europa absoluto paleta goma.
- Campeón de España absoluto frontenis olímpico y campeón de España absoluto paleta goma.

2004
- N.º 1 del ranking nacional absoluto frontenis olímpico.
- N.º 1 del ranking territorial frontenis preolímpico.
- Campeón de Europa absoluto frontenis olímpico.
- Subcampeón de Europa absoluto paleta goma.
- Campeón de España absoluto frontenis olímpico y campeón de España absoluto en paleta goma.

2003
- N.º 1 del ranking nacional absoluto frontenis olímpico.
- N.º 1 del ranking nacional absoluto frontenis olímpico individual.
- Campeón de Europa absoluto frontenis olímpico.
- Campeón de Europa absoluto paleta goma.
- Campeón de España absoluto frontenis olímpico y campeón de España absoluto de paleta goma.

2002
- Subcampeón en mundial Navarra	absoluto frontenis olímpico.
- Campeón de Europa absoluto de frontenis olímpico.
- Campeón de Europa absoluto paleta goma.
- Campeón de España absoluto de frontenis olímpico y campeón de España absoluto de paleta goma.

2001
- Subcampeón de II copa del mundo absoluto frontenis olímpico.
- Campeón de España absoluto paleta goma.

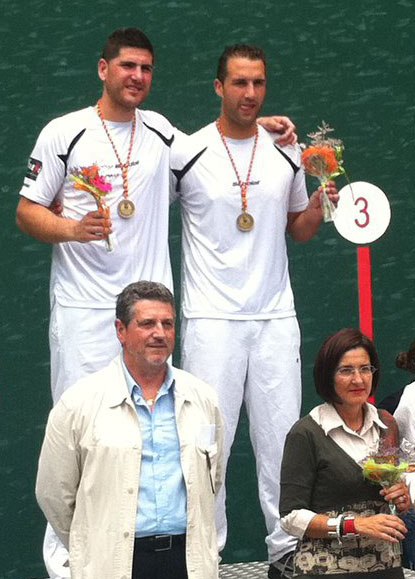
medallero

- Subcampeón Europa absoluto paleta goma.

2000 
- Subcampeón Europa absoluto paleta goma.
- Subcampeón de España frontenis preolímpico.
- Campeón de España absoluto paleta goma.

1999 

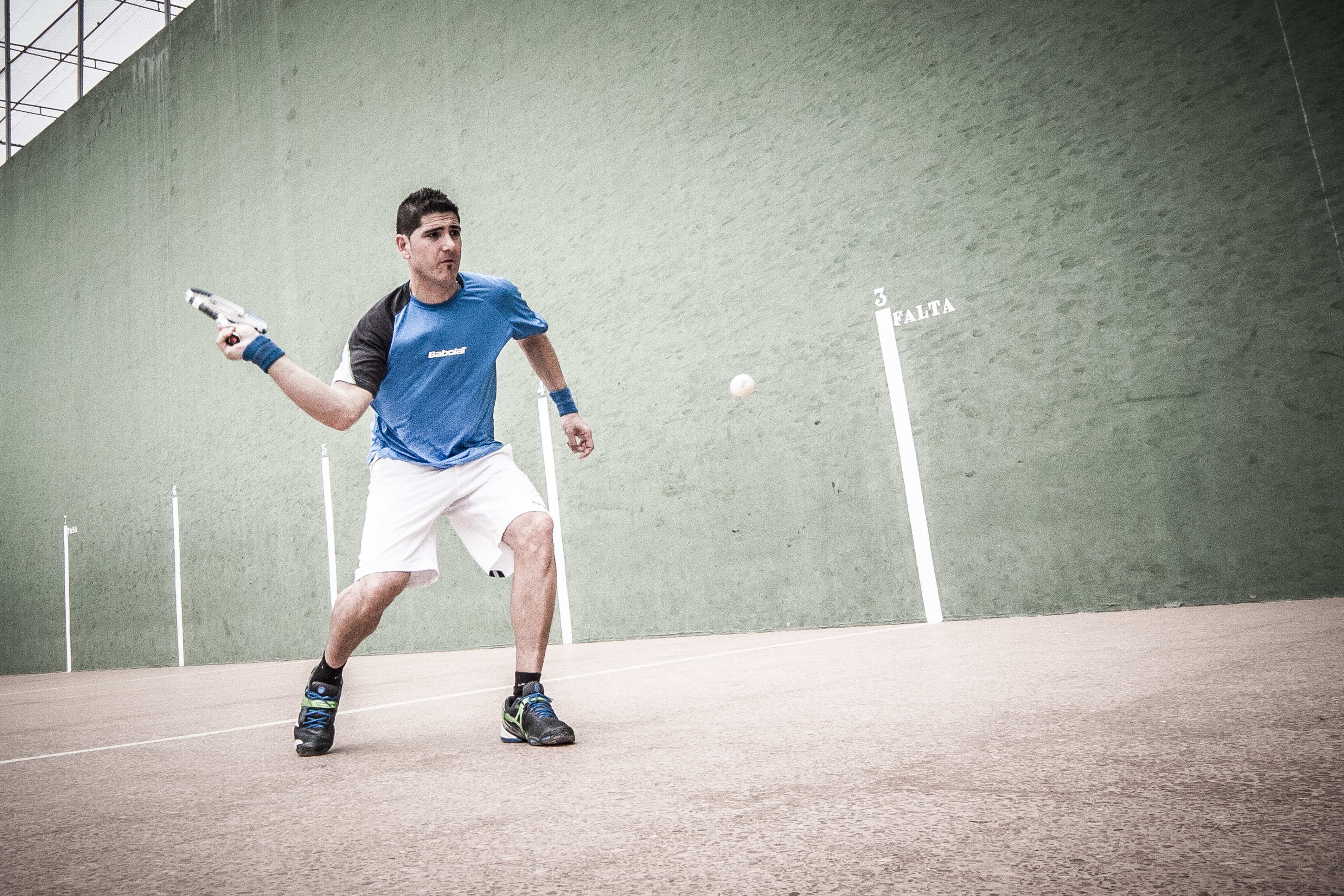
Jorge Frías

- Subcampeón mundial Argentina sub-22 frontenis olímpico.
- Campeón de Europa absoluto paleta goma.
- Campeón de España absoluto paleta goma.

1998
- Subcampeón en mundial México absoluto frontenis olímpico.
- Campeón de España sub-20 de frontenis olímpico.
- Subcampeón I copa del mundo en frontenis olímpico.

1997
- Campeón de Europa absoluto frontenis olímpico.
- Campeón de España frontenis preolímpico.
- Campeón de España sub-19 frontenis olímpico.

1996
- Campeón de España sub-18 en frontenis olímpico.

1994
- Campeón de España sub-18 en frontenis olímpico.

## Jorge y México

México

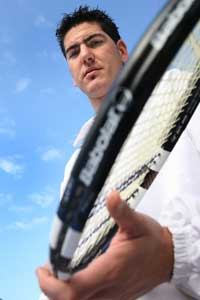
Jorge

El frontenis olímpico al ser originario de México, cuenta con los mejores jugadores de frontenis. 
Tras proclamarse en varias ocasiones Campeón de España y Europa de frontenis, Jorge decide empezar a viajar al país azteca con regularidad y competir en torneos de frontenis para seguir progresando y poder medirse con los mejores jugadores mexicanos. 
Su primer viaje al país azteca para participar en un torneo fue en noviembre de 1998, en el torneo de Zamora, después del Mundial de México 1998. En ese Torneo juega de delantero con Juan G. Iranzo, fueron eliminados por la pareja formada por la Bachicha y Homero en la ronda de Octavos de final por el marcador de 25-17. Desde 1998 hasta 2013 que fija su residencia en México, Jorge ha viajado en numerosas ocasiones a México a participar en diversos campeonatos tanto en individuales como por parejas. 
Desde 1998 hasta 2013 que fija su residencia en México, Jorge ha viajado en numerosas ocasiones a México a participar en diversos campeonatos tanto en individuales como por parejas, podemos destacar que logró ser semifinalista varios Abiertos Internacionales en toda la República Mexicana, con varios compañeros distintos como los españoles Iván Martínez, Oliver Martínez y Pablo Peñate, y los jugadores mexicanos Homero Hurtado (Turbo), Marco A. Pineda (Güero de Baja) o Héctor Rodríguez (Chicho). Destacar una semifinal de individuales en el 2002 en Querétaro, después de ganar a Gustavo Miramontes (Charro) el pase a semifinales por 25-23 y perder contra Rafael Pacheco (La Bachicha) por 25-17. También destacar el pase a una final de dobles en septiembre del 2009 en Veracruz con Oliver Martínez, después de derrotar a parejas tales como Alberto Rodríguez (El Andamio) y Adrián Raya, o Rafael Pacheco (La Bachicha) y Daniel Rodríguez (Tachidito). Desgraciadamente, Jorge y Oliver no pudieron disputar esa final debido a que el torneo se alargó, y ya tener reservado su vuelo de vuelta para ese horario, a impartir un curso de entrenadores de frontenis a nivel internacional en Cuba. 
En la primavera de 2013 cambia su residencia a México DF para trabajar y participar en el circuito de frontenis Mx Frontour, donde compiten los mejores jugadores de frontenis del mundo.
Su primer éxito en tierras aztecas lo ha obtenido en la quinta etapa del circuito del Mx frontour disputada en Lagos de Moreno.
Es la primera vez que Jorge juega con uno de sus ídolos como compañero, Gustavo Miramontes (Charro) y su primera final de la era MX Frontour, y en ese Torneo, ganan en semifinales a Rafael Pacheco (La Bachicha) y Alberto Rodríguez (El Andamio) en un muy buen partido por el marcador de 12-3 / 4-12 / 10-7.
Juegan la final contra Arturo Rodríguez (Turi Héctor Rodríguez (Chicho), perdiendo esta final por 12-8 / 12-2.

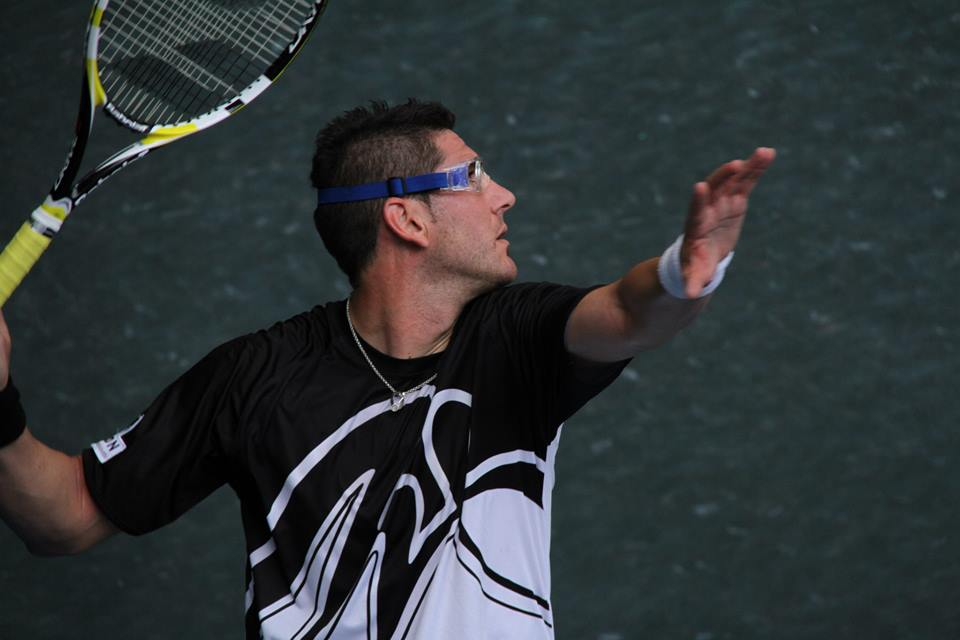
Mx Frontour

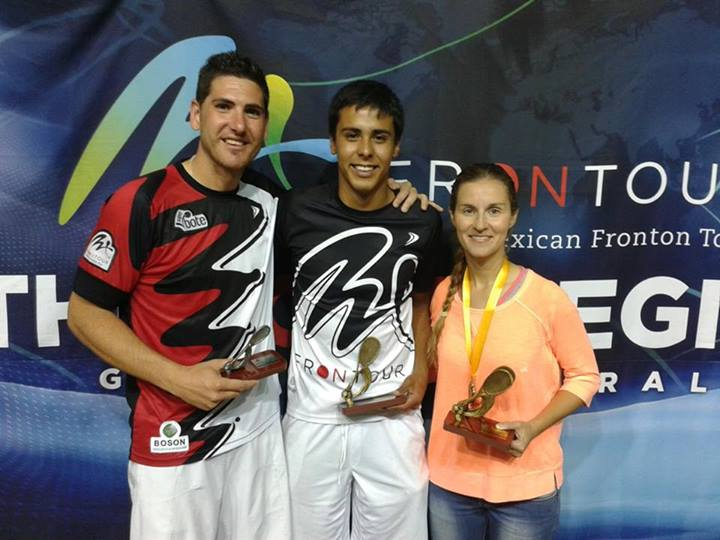
Mx Frontour

En la siguiente etapa del Tour, y de nuevo formando pareja con Gustavo Miramontes (Charro), Jorge consigue llegar de nuevo a la Final, una final que no se pudo terminar por la constante lluvia que cayó en Huamantla, sede de esta sexta etapa del Tour.
El primer set del partido fue para Arturo e Isaac por un marcador de 12-4, justo al final del primer set hizo presencia la lluvia. Después de 1 hora de espera se reanudó la final y el segundo set fue para Jorge y Gustavo por un marcador cerradísimo de 12 a 11, pero tuvimos la mala suerte de que por segunda vez la lluvia hiciera presencia y esta vez algo más fuerte por lo que se decidió suspender la final y dejar el torneo en tablas con lo cual se repartieron en partes iguales puntos y premios. Continuando con la racha de buen juego, en la siguiente etapa en Querétaro, Jorge vuelve a colarse de nuevo en la final de Dobles, esta vez de pareja con Daniel García (Mamey), disputando una gran final contra Arturo Rodríguez (Turi) y Daniel Rodríguez (Tachi), perdiendo por un marcador de 12-5 / 11-12 / 10-2. 

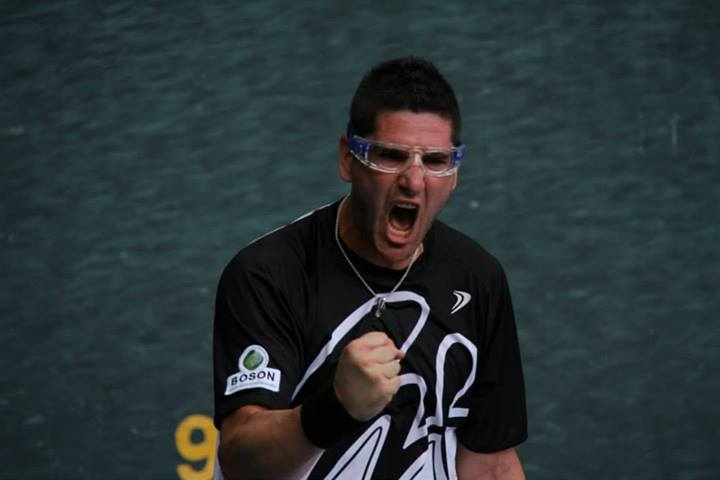
Vamos!!

Después de un mes y medio de parón de Torneos en el Tour por la disputa de la Copa del Mundo Frontón 2020 en Le Haillan (Francia), Jorge regresa a México a disputar el Tercer evento de Categoría Gold en la ciudad de Zamora (Michoacán).
El Torneo empieza increíble para Jorge, y por primera vez en la historia, un jugador no mexicano, logra meterse en una final de singles en un Abierto en México. Esto lo consigue con buenos partidos, sobre todo el de semifinales contra una de las revelaciones del Tour en singles, Luís Molina (Boliyito), quién llegaba como número uno al Torneo. El partido lo gana Jorge por 25-18 .
Desgraciadamente, el buen comienzo de Jorge se truncó con una lesión en su ingle derecha en el partido de dobles de cuartos de final, dejándolo fuera del torneo en ese mismo instante, y no pudiendo disputar su primera Final de singles.

## Mx Frontour

### TEMPORADA 2013/2014

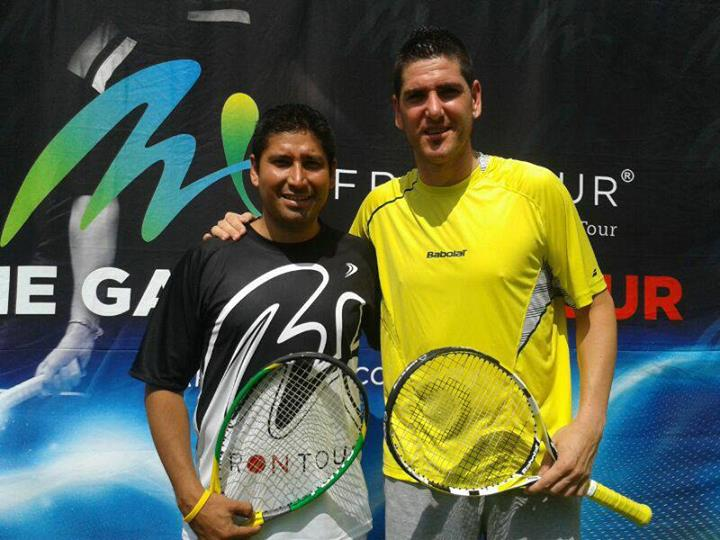
Jorge y charro

- 1ª Etapa: torneo gold de Guadalajara (jalisco), 24 de mayo de 2013, sede club los pinos.
- 2ª Etapa: torneo másters de Torreón (coah), 7 de junio de 2013, sede club dep. san Isidro.
- 3º Etapa: torneo másters de León (guan.), 12 de julio de 2013, sede club punto verde.
- 4º Etapa: torneo másters de Monterrey (n.l.), 19 de julio de 2013, sede club contry.
- 5.ª Etapa: másters de Lagos de Montero (jal), 2 de agosto de 2013, sede club campestre de lagos.
- 6.ª Etapa: másters de Huamantla (tlax), 23 de agosto de 2013, sede u.d.m.h.
- 7.ª Etapa: torneo gold de Querétaro (que), 6 de septiembre de 2013, sede club campestre de Qro.
- 8.ª Etapa: torneo másters Guadalajara (jal), 13 de septiembre de 2013, sede club providencia.
- 9.ª Etapa: torneo gold de Zamora (mich), 15 de noviembre de 2013, sede club campestre de Zamora.

## Equipamiento y ropa de vestir
Jorge lleva material deportivo de la marca Babolat y Superbote, siendo estos sus principales patrocinadores. Es imagen de la marca Babolat Frontenis desde que tenía 18 años (1996), y junto con grandes jugadores del MX Frontour, también lo es de la marca Superbote desde enero del 2012.

## Campeonatos

### Campeonatos de España
Hasta la fecha, ha resultado campeón de España de clubes en frontenis olímpico SUB-18 (1994 y 1996), campeón de España de clubes en frontenis olímpico SUB-19 (1997) y campeón de España de Clubes en frontenis olímpico SUB-20(1998).
Ha resultado campeón de España de Clubes Absoluto en frontenis olímpico en 13 ocasiones (2002, 2003, 2004, 2005, 2006, 2007, 2008, 2009, 2010, 2011, 2012,2013 y 2014).
Ha resultado campeón de España de clubes Absoluto en frontenis preolímpico 6 ocasiones ( 1997, 2006, 2007, 2008, 2009 y 2012). Ha resultado campeón de España de Clubes Absoluto en paleta goma argentina en 14 ocasiones (1999, 2000, 2001, 2002, 2003, 2004, 2005, 2006, 2009, 2010, 2011, 2012,2013 y 2014).

### Resumen campeonatos de España

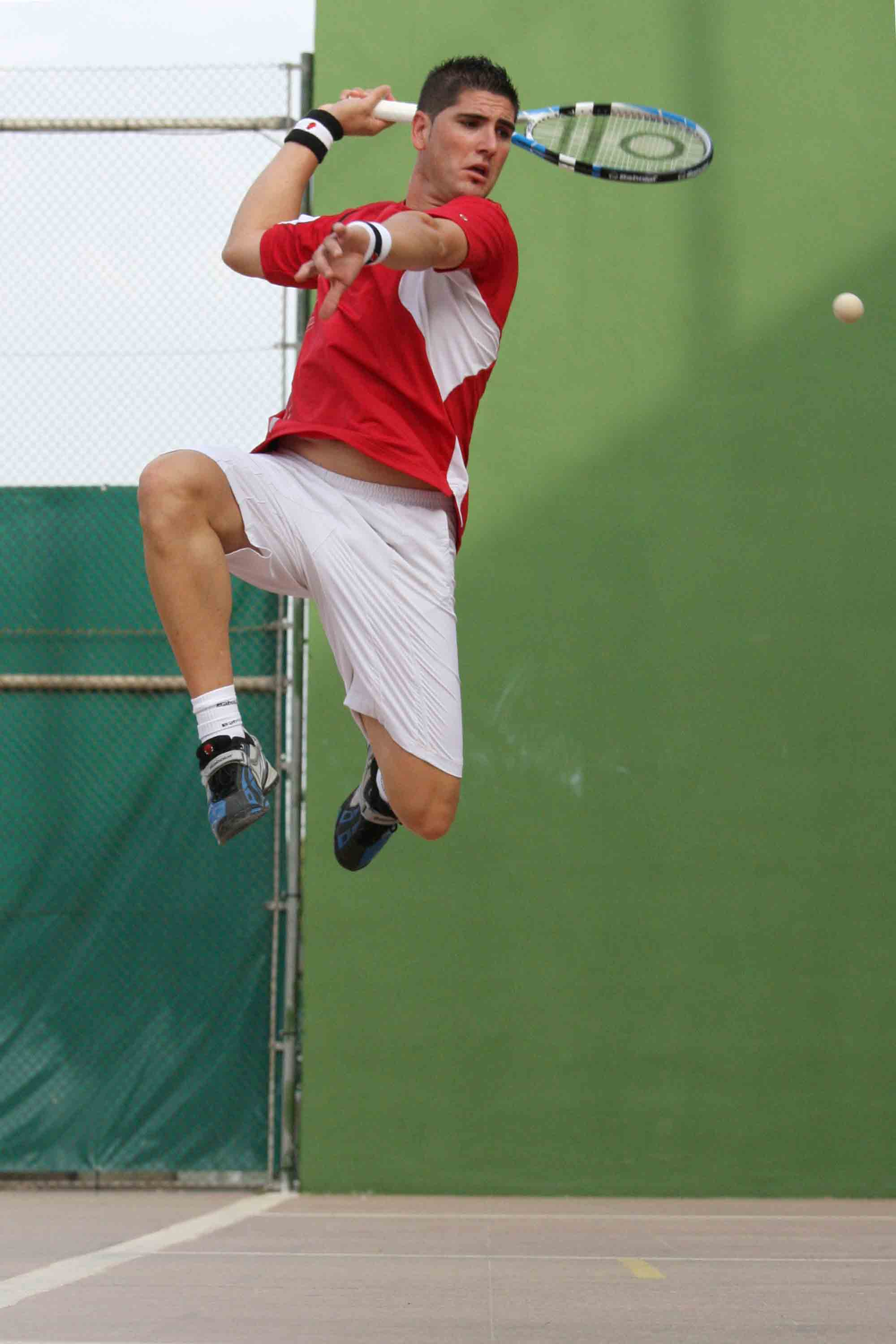
frontenis olímpico

| Año  | Frontenis preolímpico | Frontenis olímpico | Paleta goma | Paleta goma individual |  |
| ---- | --------------------- | ------------------ | ----------- | ---------------------- |  |
| 1997 | Campeón               | -----              | -----       | No existía             |  |
| 1998 | -----                 | Subcampeón         | -----       | No existía             |  |
| 1999 | 3º                    | 3º                 | Campeón     | No existía             |  |
| 2000 | Subcampeón            | 3ª                 | Campeón     | No existía             |  |
| 2001 | 3º                    | 3º                 | Campeón     | No existía             |  |
| 2002 | No jugó               | Campeón            | Campeón     | No existía             |  |
| 2003 | No jugó               | Campeón            | Campeón     | No existía             |  |
| 2004 | No jugó               | Campeón            | Campeón     | No existía             |  |
| 2005 | No jugó               | Campeón            | Campeón     | No existía             |  |
| 2006 | Campeón               | Campeón            | Campeón     | No existía             |  |
| 2007 | Campeón               | Campeón            | Subcampeón  | No existía             |  |
| 2008 | Campeón               | Campeón            | Subcampeón  | No existía             |  |
| 2009 | Campeón               | Campeón            | Campeón     | No existía             |  |
| 2010 | -----                 | Campeón            | Campeón     | No existía             |  |
| 2011 | 3º                    | Campeón            | Campeón     | No existía             |  |
| 2012 | Campeón               | Campeón            | No se hizo  | Campeón                |  |
| 2013 | Subcampeón            | Campeón            | Campeón     | Subcampeón             |  |
| 2014 | No jugó               | Campeón            | No se hizo  | Campeón                |  |

### Campeonatos de Europa
Ha resultado campeón de Europa de clubes Absoluto en frontenis olímpico en 14 ocasiones (1997, 2002, 2003, 2004, 2005, 2006, 2007, 2008, 2009, 2010, 2011, 2012,2013 y 2014) y ha resultado campeón de Europa de clubes Absoluto en paleta goma argentina en 10 ocasiones (1999, 2002, 2003, 2005, 2006, 2009, 2010, 2011,2013 y 2014).

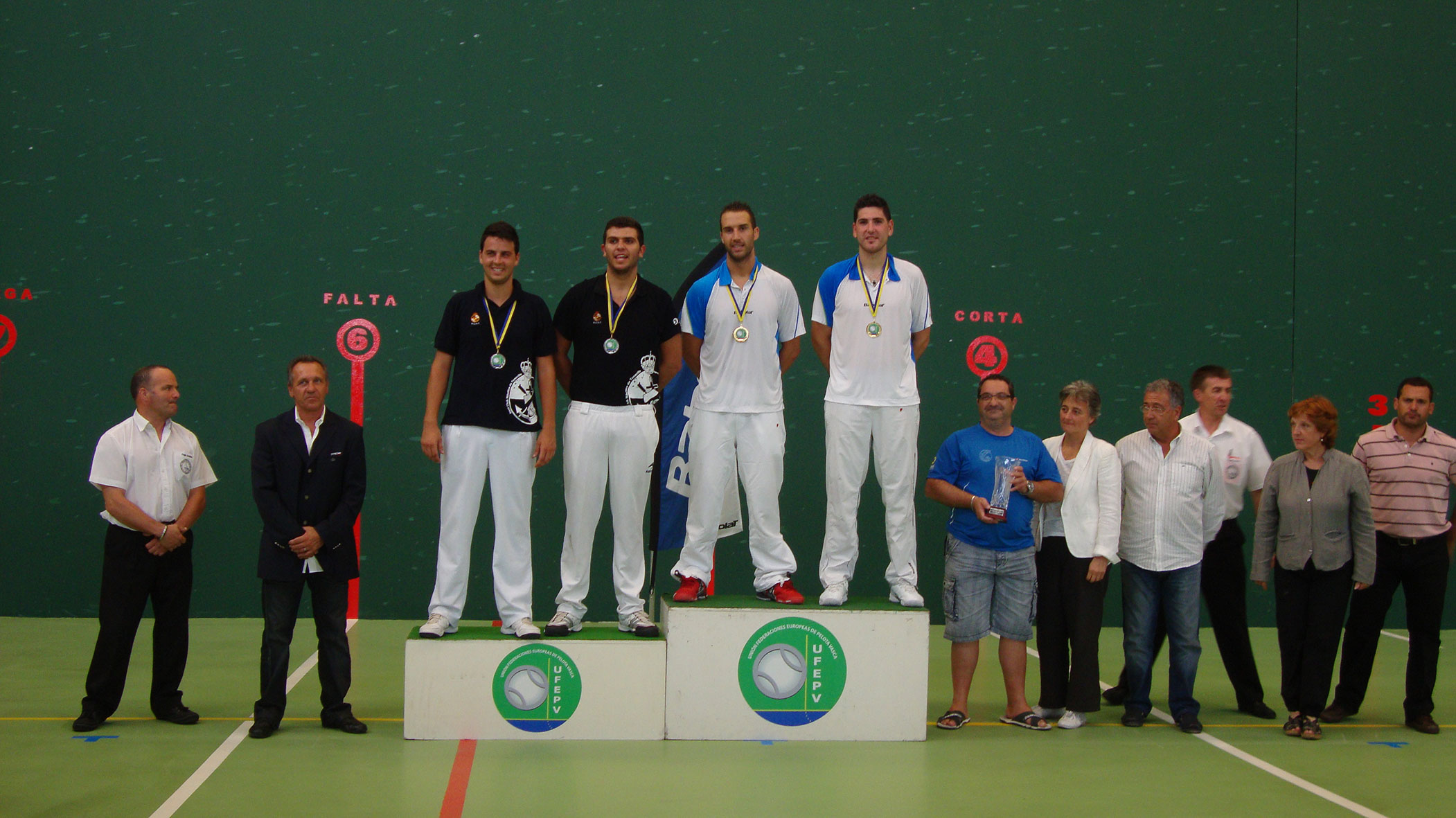
Campeonato de Europa

### Resumen campeonatos de Europa

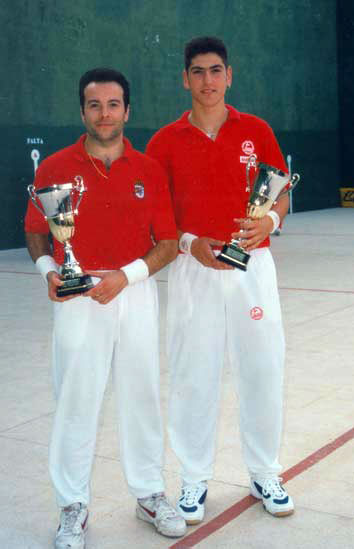
Cto.Europa 1997

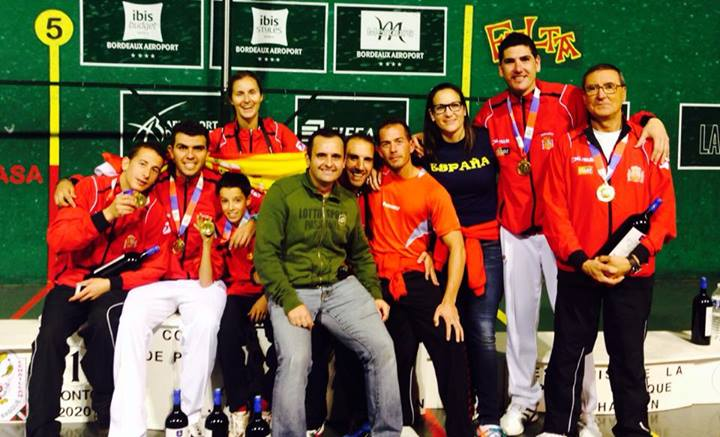
selección española de pelota

| Año  | Frontenis olímpico | Paleta goma parejas | Paleta goma individual |  |
| ---- | ------------------ | ------------------- | ---------------------- |  |
| 1997 | Campeón            | No clasificó        | No existía             |  |
| 1998 | No clasificó       | No clasificó        | No existía             |  |
| 1999 | Subcampeón         | Campeón             | No existía             |  |
| 2000 | No clasificó       | Subcampeón          | No existía             |  |
| 2001 | No clasificó       | Subcampeón          | No existía             |  |
| 2002 | Campeón            | Campeón             | No existía             |  |
| 2003 | Campeón            | Campeón             | No existía             |  |
| 2004 | Campeón            | Subcampeón          | No existía             |  |
| 2005 | Campeón            | Campeón             | No existía             |  |
| 2006 | Campeón            | Campeón             | No existía             |  |
| 2007 | Campeón            | Subcampeón          | No existía             |  |
| 2008 | Campeón            | -----               | No existía             |  |
| 2009 | Campeón            | Campeón             | No existía             |  |
| 2010 | Campeón            | Campeón             | No existía             |  |
| 2011 | Campeón            | Campeón             | No existía             |  |
| 2012 | Campeón            | No se hizo          | No jugó                |  |
| 2013 | Campeón            | No se hizo          | Campeón                |  |
| 2014 | Campeón            | No se hizo          | Campeón                |  |

### Campeonatos del mundo de pelota vasca
- Mundial de México de 1998. Fue subcampeón de frontenis olímpico y campeón por equipos.
- Mundial de Pamplona de 2002. Fue subcampeón de frontenis olímpico y campeón por equipos.
- Mundial de México de 2006. Fue subcampeón de frontenis olímpico y subcampeón de paleta goma.[24]
- Mundial de Pau de 2010. Subcampeón de frontenis olímpico y subcampeón de paleta goma y campeón por equipos.[25]

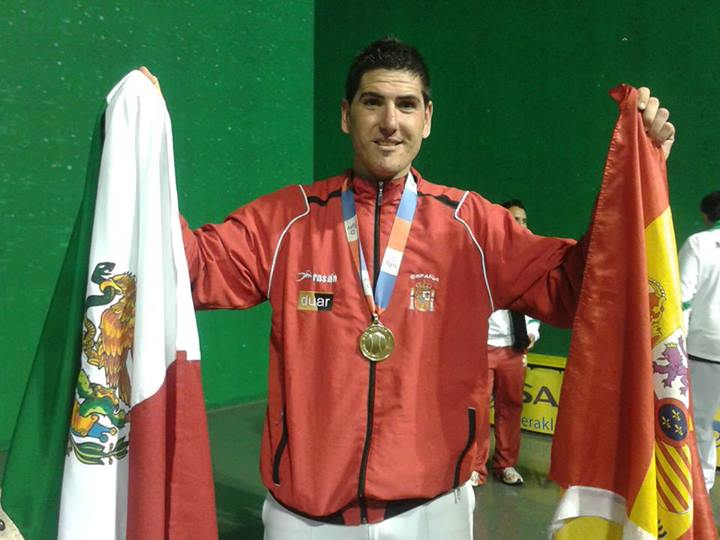
medalla de oro

### Medallero campeonatos del mundo de pelota vasca

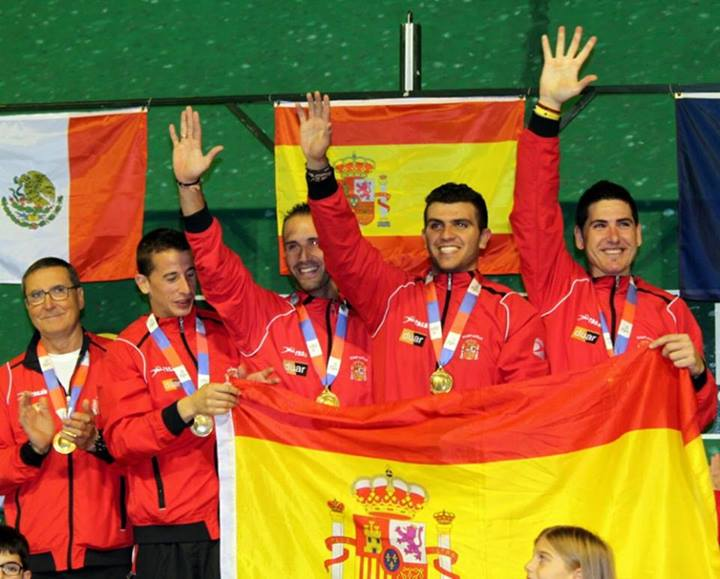
Pódium selección española

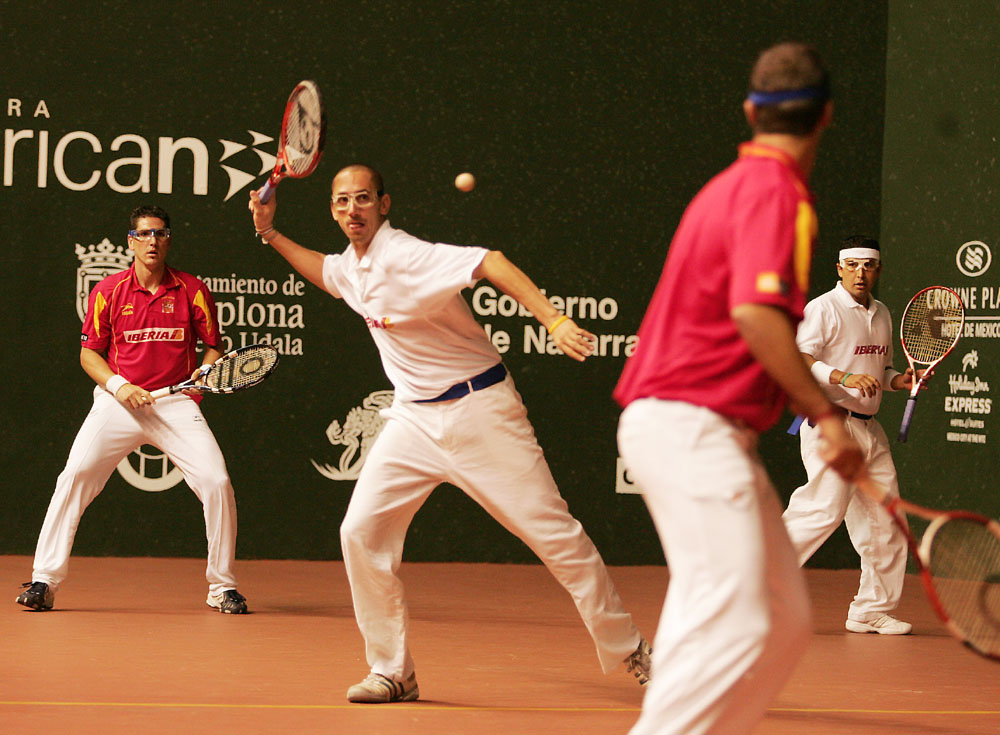
Mundial de México

Medallas en la especialidad de frontenis.

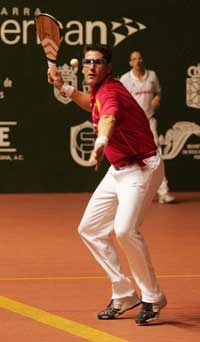
Jorge-paleta goma selección

| N.º  | Año  | Sede                  | Oro    | Plata  | Bronce  | Resultado final     | Pareja española final        | Integrantes selección española                               |
| XIII | 1998 | México · México       | México | España | Cuba    | México 30-España 16 | Jorge Frias-Samir Hawach     | Jorge Frías, Samir Hawach, Juan G. Iranzo y Francisco Miñano |
| XIV  | 2002 | Pamplona · España     | México | España | Cuba    | México 30-España 11 | Jorge Frías-Santiago Ramírez | Jorge Frías, Santiago Ramírez, Juan G. Iranzo y Sergio Vega  |
| XV   | 2006 | México · México       | México | España | Francia | México 30-España 4  | Jorge Frias-Ivan Martínez    | Jorge Frías, Iván Jiménez, Iván Martínez y José Martí        |
| XVI  | 2010 | Pau Francia           | México | España | Francia | México 30-España 13 | Jorge Frias-Ivan Martínez    | Jorge Frías, Iván Martínez, Oliver Martínez y Pablo Peñate   |
| XVII | 2014 | Zinacantepec · México |        |        |         |                     |                              |                                                              |

Medallas en la especialidad de paleta goma.
| N.º | Año  | Sede            | Oro       | Plata  | Bronce    | Resultado final        | Pareja española final       | Integrantes selección española                             |
| XV  | 2006 | México · México | México    | España | Argentina | México 25-España-19    | Jorge Frias-Moisés Boils    | Jorge Frías, Moisés Boils, Héctor Berbegal y Joan Domingo. |
| XVI | 2010 | Pau Francia     | Argentina | España | México    | Argentina 25-España 21 | Jorge Frías-Alfredo Álvarez | Jorge Frías, Alfredo Álvarez, Iván Jiménez e Iván González |

### Copas del mundo frontón 30 metros.-Trofeo Presidente del COI

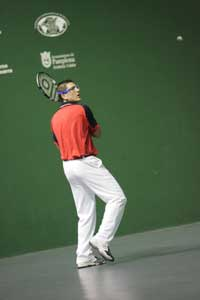
Jorge-selección

- I copa del mundo Valencia de 1998. Subcampeón frontenis olímpico.
- II copa del mundo Palencia de 2001. Subcampeón frontenis olímpico.
- III copa del mundo Elche 2005. Resultando campeón de frontenis olímpico y medalla de bronce en paleta goma argentina.[26]
- IV copa del mundo Tenerife 2009. Resultando campeón de paleta goma y campeón por equipos.

Copa del Mundo Frontón 2020
- I Copa del Mundo Frontón 2020 de Le Haillan de 2013. Resultando campeón en frontenis olímpico, subcampeón paleta goma individual y campeón por equipos.[27][28]

### Medallero copas del mundo frontón 30 metros.-Trofeo Presidente del COI

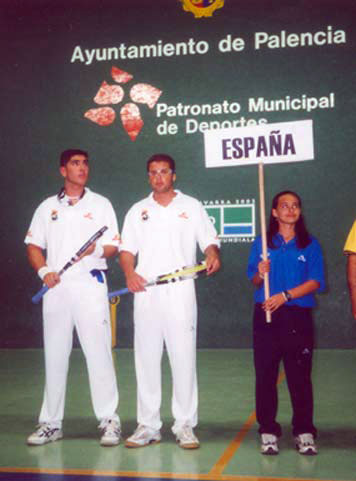
Copa del mundo Palencia

- Medallero en la especialidad de frontenis.

| N.º | Año  | Sede              | Oro    | Plata  | Bronce    | Resultado final           | Pareja española final       | Integrantes selección española                                  |
| I   | 1998 | Valencia · España | México | España | Argentina | México 30-España 12       | Rafael Cogollos-Jorge Frías | Jorge Frías, Rafael Cogollos, Juan G. Iranzo y Santiago Ramírez |
| II  | 2001 | Palencia · España | México | España | Cuba      | México 30-España 28       | Jorge Frías-Sergio Vega     | Jorge Frías, Sergio Vega, Juan G. Iranzo y Santiago Ramírez     |
| III | 2005 | Elche · España    | España | México | Francia   | España 30-México 27       | Jorge Frias-Ivan Martínez   | Jorge Frías, Iván Martínez, Iván Jiménez y José Martí           |
| IV  | 2013 | Francia           | España | México | Francia   | España-México(15-7,15-12) | Jorge Frías-Pablo Peñate    | Jorge Frías, Pablo Peñate, Iván Martínez y Oliver Martínez      |

- Medallero especialidad de paleta goma

| N.º | Año  | Sede              | Oro       | Plata     | Bronce  | Resultado final              | Pareja española final     | Integrantes selección española                              |
| III | 2005 | Elche · España    | México    | Argentina | España  | -----                        | Jorge Frías-Iván Martínez | Jorge Frías, Iván Martínez, Moisés Boils y Héctor Berbegal  |
| IV  | 2009 | Tenerife · España | España    | Argentina | Francia | España 25-Argentina 24       | Joan Domingo-Jorge Frías  | Jorge Frías, Joan Domingo, Alfredo Álvarez e Israel Valero. |
| V   | 2013 | Francia           | Argentina | España    | Francia | España-Argentina(4-15,12-15) | Jorge Frías               | Jorge Frías y Álvaro Moreno                                 |

### Copa del mundo de trinquete-Trofeo presidente del COI
- V copa del mundo de trinquete disputada en Pamplona en 2012. Resultando medalla de bronce paleta goma Trinquete.[29]

### Medallero copa del mundo de trinquete

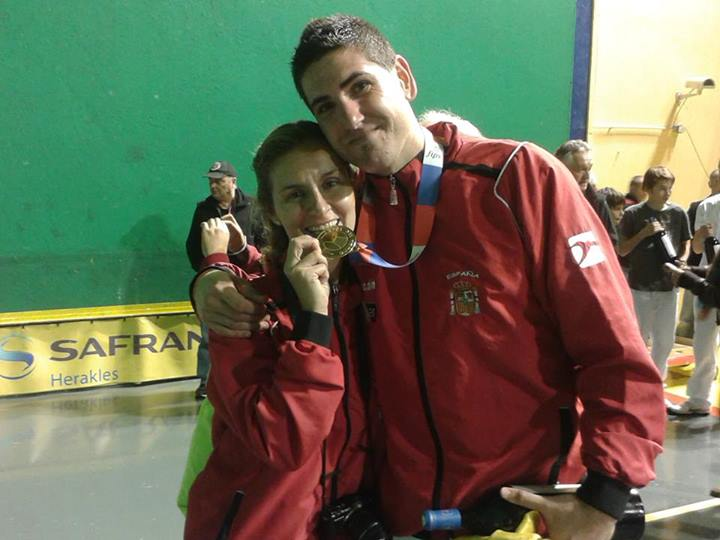
Jorge Frías y Raquel Micó

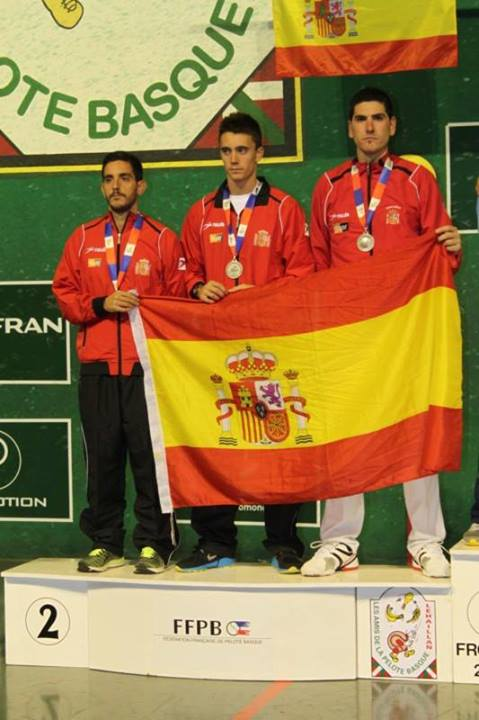
Pódium

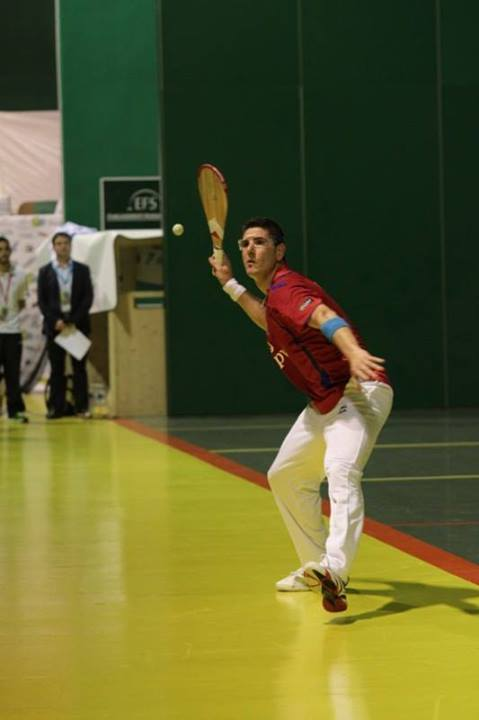
Paleta goma selección

| N.º | Año  | Sede              | Oro       | Plata   | Bronce | Resultado | Pareja española                | Integrantes selección española                   |
| V   | 2012 | Pamplona · España | Argentina | Francia | España |           | Sebastián Martínez-Jorge Frías | Jorge Frías, Sebastián Martínez y Aritz Larrarte |

## Entrevistas
- http://issuu.com/clubfrontenisgetafe/docs/frontenis_numero_51 (Pág. número 17)